# Aralobatrachus
Aralobatrachus robustus
Genre
Espèce
Aralobatrachus est un genre fossile d'amphibiens préhistoriques attesté en Ouzbékistan. Il n'est connu que par son espèce-type, Aralobatrachus robustus. 

## Présentation
L'espèce et le genre ont été publiés en 1981 par le paléontologue russe Lev Alexandrovich Nessov (d) (1947-1995) après la découverte de l'holotype en Ouzbékistan,,. Il s'agit d"un amphibien carnivore.

## Publication originale
- (ru) L. A. Nessov, « Amfibii i reptilii v ekosistemakh Mela sredney Azii [Amphibia and reptiles in Cretaceous ecosystems of central Asia]. The Problems of Herpetology. », Fifth Herpetological Conference. Abstracts,‎ 1981, p. 91-92.